# Перший уряд Девіда Кемерона

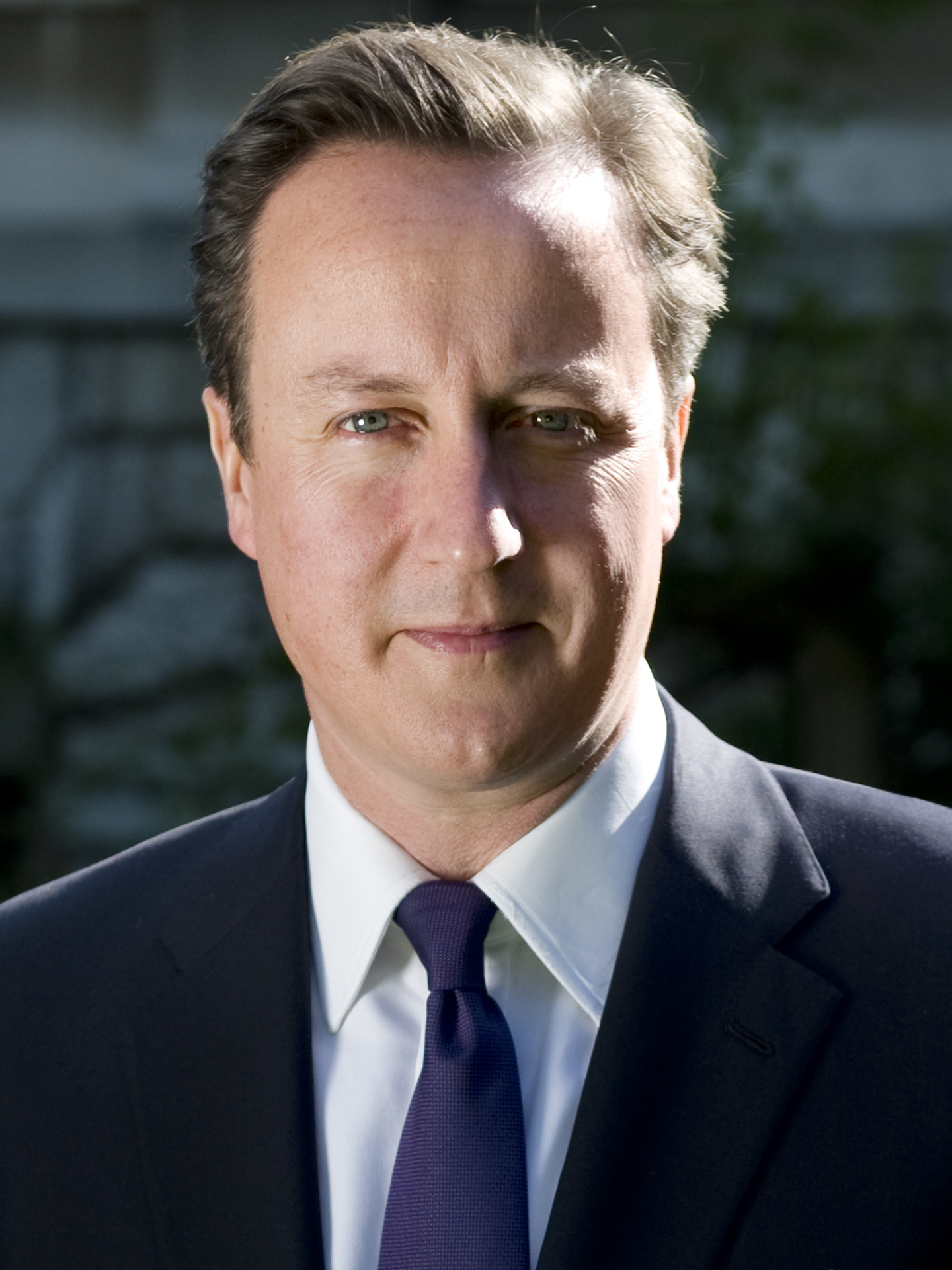
Девід Кемерон

Перший уряд Девіда Кемерона (англ. First Cameron ministry) — 94-й уряд уряд Сполученого Королівства Великої Британії та Північної Ірландії, діяв з 11 травня 2010 по 11 травня 2015 під головуванням Девіда Кемерона.

## Перший склад уряду (2010—2012)

### Формування
За підсумками парламентських виборів 6 травня 2010 Консервативна партія домоглася відносної більшості, і 11 травня 2010 Девід Кемерон сформував коаліційний уряд Консервативної та Ліберально-демократичної партій, яке прийшло на зміну уряду Гордона Брауна.

### Зміни
29 травня 2010 старший секретар скарбниці Девід Лоус подав у відставку, визнавши допущені ним фінансові порушення (він включив у свої витрати суму, витрачену на оплату оренди житла для гомосексуального партнера), і пообіцяв компенсувати заявлену суму в розмірі 40 тис. фунтів стерлінгів. На звільнену посаду був переміщений міністр у справах Шотландії Денні Александер.
14 жовтня 2011 міністр оборони Ліам Фокс пішов у відставку внаслідок скандалу, викликаного його зверненням до міського скарбника (city financier) з проханням про субсидії для свого друга і неофіційного радника Адама Верріті (Adam Werritty). Звільнене крісло зайняв міністр транспорту Філіп Хеммонд, якого в його колишній посаді змінила Жюстін Грінінг, що працювала у Казначействі.
3 лютого 2012 міністр енергетики Кріс Г'юн пішов у відставку у зв'язку з висунутими проти нього і його колишньої дружини Вікі Прайс (Vicky Pryce) звинувачень у перешкоджанні правосуддю (за твердженням органів слідства, Прайс записала на себе штрафні бали, отримані Г'юном за перевищення швидкості, допущене у 2003 році). Г'юн не визнав свою провину, його крісло зайняв Ед Дейві.

## Список
| Ім'я                    | Посада                                                                  | Партія |
| ----------------------- | ----------------------------------------------------------------------- | ------ |
| Девід Кемерон           | Прем'єр-міністр Перший лорд скарбниці Міністр цивільної служби          | К      |
| Нік Клегг               | Заступник Прем'єр-міністра Лорд-голова Ради                             | ЛД     |
| Вільям Хейг             | Міністр закордонних справ Перший міністр                                | К      |
| Джордж Осборн           | Канцлер скарбниці                                                       | К      |
| Кеннет Кларк            | Міністр юстиції Лорд-канцлер                                            | К      |
| Тереза Мей              | Міністр внутрішніх справ Міністр у справах жінок та рівності            | К      |
| Ліам Фокс (до 2011)     | Міністр оборони                                                         | К      |
|                         | Філіп Хеммонд                                                           | К      |
| Вінс Кейбл              | Міністр з питань бізнесу, інновацій та навичок Голова Торговельної ради | ЛД     |
| Іан Данкан Сміт         | Міністр праці та пенсій                                                 | К      |
| Кріс Г'юн (до 2012)     | Міністр енергетики та зміни клімату                                     | ЛД     |
|                         | Ед Дейві                                                                | ЛД     |
| Ендрю Ленслі            | Міністр охорони здоров'я                                                | К      |
| Майкл Гоув              | Міністр освіти                                                          | К      |
| Ерік Піклз              | Міністр у справах громад і місцевого самоврядування                     | К      |
| Філіп Хеммонд           | Міністр транспорту (до 2011)                                            | К      |
|                         | Жюстін Грінінг                                                          | К      |
| Керолайн Спелман        | Міністр з питань довкілля, продовольства і сільського господарства      | К      |
| Ендрю Мітчелл           | Міністр міжнародного розвитку                                           | К      |
| Оуен Патерсон           | Міністр у справах Північної Ірландії                                    | К      |
| Денні Александер (2010) | Міністр у справах Шотландії                                             | ЛД     |
|                         | Майкл Мур                                                               | ЛД     |
| Шеріл Гіллан            | Міністр у справах Уельсу                                                | К      |
| Джеремі Гант            | Міністр культури, ЗМІ та спорту                                         | К      |
| Девід Лоус              | Головний секретар казначейства (2010)                                   | ЛД     |
|                         | Денні Александер                                                        | ЛД     |
| Лорд Стретклайд         | Голова Палати лордів Канцлер герцогства Ланкастерського                 | К      |
| Баронеса Варсі          | Міністр без портфеля                                                    | К      |

Також мають право брати участь у засіданнях уряду
| Ім'я             | Посада                                                                             | Партія |
| ---------------- | ---------------------------------------------------------------------------------- | ------ |
| Френсіс Мод      | Міністр кабінету                                                                   | К      |
| Олівер Летвін    | Державний міністр кабінету                                                         | К      |
| Девід Віллеттс   | Державний міністр кабінету                                                         | К      |
| сер Джордж Янг   | Голова Палати громад Лорд-хранитель Малої печатки                                  | К      |
| Патрік Маклафлін | Головний парламентський партійний організатор Парламентський секретар Казначейства | К      |

Запрошується на засідання Кабінету у разі необхідності
| Ім'я         | Посада               | Партія |
| ------------ | -------------------- | ------ |
| Домінік Грів | Генеральний прокурор | К      |